# Vilho Väisälä
Vilho Väisälä (ur. 28 września 1889, zm. 12 sierpnia 1969) – fiński meteorolog i fizyk, brat Yrjö Väisälä.
Od 1912 Väisälä pracował w Instytucie Meteorologii Finlandii, gdzie specjalizował się w pomiarach aerologicznych, które w tym czasie robiono przy wykorzystaniu latawców. 
Väisälä pracował nad rozwojem radiosondy, instrumentu przymocowanego do balonu meteorologicznego. W 1936 stworzył firmę produkującą radiosondy i inne instrumenty meteorologiczne. Obecnie (2006) jest to jedna z największych firm meteorologicznych na świecie.
W 1948 został profesorem meteorologii na Uniwersytecie Helsińskim.